# Улу-Ялан
Улу-Ялан (баш. Олоялан) — деревня в Илишевском районе Республики Башкортостан Российской Федерации. Входит в состав Исанбаевского сельсовета.

## География

### Географическое положение
Расстояние до:
- районного центра (Верхнеяркеево): 23 км,
- центра сельсовета (Исанбаево): 5 км,
- ближайшей ж/д станции (Буздяк): 130 км.

## Население
| 2002 | 2009 | 2010 |
| ---- | ---- | ---- |
| 134  | ↘113 | ↘88  |

Национальный состав
Согласно переписи 2002 года, преобладающая национальность — башкиры (96 %).